# Denis Barbe
Denis Barbe (ur. 25 czerwca 1978) – seszelski piłkarz występujący na pozycji pomocnika, pięciokrotny reprezentant Seszeli, grający w reprezentacji od 2003 roku.

## Kariera klubowa
Barbe karierę klubową rozpoczął w 2003 roku w rodzimym klubie Sunshine SC Victoria. Po roku gry przeniósł się do klubu Survivors Praslin Island, w którym to również grał przez jeden sezon. Potem wrócił w szeregi klubu Sunshine SC Victoria, by od 2007 roku grać w klubie St. Louis Suns United, który to reprezentuje do dzisiaj (stan na 7 lipca 2012).

## Kariera reprezentacyjna
Denis Barbe gra w reprezentacji od 2003 roku; rozegrał w reprezentacji 21 oficjalnych spotkań, w których nie strzelił ani jednego gola.